# Fockea
Fockea es un género de matorrales suculentos nativos de África, pertenecientes a la familia Apocynaceae. Este género contiene 6 especies y son conocidas como raíces de agua, haciendo alusión al caudex bulboso característico de la mayoría de las especies.

## Descripción
Las especies de este género crecen como enredaderas y presentan grandes tubérculos de raíz que contienen savia blanca lechosa. Los tallos pueden crecer erguidos, a veces tumbados, y suelen ser retorcidos y redondos. Normalmente son persistentes y alcanzan de 1 a 8 mm de diámetro, con la excepción de los brotes de Fockea multiflora, que alcanza el grosor de un brazo.
Las hojas son sésiles o cortamente pecioladas, de 1,3 a 15 cm de largo y de 0,1 a 10 cm de ancho. Su forma va de lineal a elíptica o aovada, basalmente redondeadas o cuneadas y pueden caerse pronto o permanecer en la planta durante varios años.
Las inflorescencias son sésiles o de tallo corto y se forman lateralmente, fuera de las axilas. Suele haber varias flores individuales por inflorescencia y crecen en una falsa umbela o en racimos sobre tallos cortos. Son de color verde o amarillo, contienen mucho néctar y están dulcemente perfumadas.
Los frutos son fusiformes y picudos. Tienen una superficie lisa y desnuda y, en ocasiones, tienen quilla. La semilla tiene forma de elipsoide a ovoide y ocasionalmente tiene alas.

## Distribución
Es originario de África, distribuyéndose desde Kenia hasta Sudáfrica.

## Taxonomía
El género Fockea fue descrito por el botánico austriaco Stephan Ladislaus Endlicher y publicado por primera vez en la revista científica Novarum Stirpium Decades 17 en 1838.
Etimología
Fockea: nombre genérico otorgado en honor al médico y naturalista alemán Gustav Woldemar Focke.

## Especies aceptadas
Actualmente, el género Fockea consta de 6 especies aceptadas según la Plants of the World Online (POWO):
| Imagen | Nombre científico               | Distribución                                                             |
| ------ | ------------------------------- | ------------------------------------------------------------------------ |
|        | Fockea angustifolia K.Schum.    | Desde el sureste de Kenia hasta el sur de África.                        |
|        | Fockea capensis Endl.           | Sur de la Provincia del Cabo.                                            |
|        | Fockea comaru (E.Mey.) N.E.Br.  | Desde el sur de Namibia hasta la provincia del Cabo.                     |
|        | Fockea edulis (Thunb.) K.Schum. | Desde el suroeste y el sur de la provincia del Cabo hasta KwaZulu-Natal. |
|        | Fockea multiflora K.Schum.      | Desde Tanzania hasta el norte de Namibia.                                |
|        | Fockea sinuata (E.Mey.) Druce   | Desde el sur de Namibia y el centro del país hasta el Estado Libre.      |